# Пандар
Панда́р (грец. Pandaros) — персонаж давньогрецької міфології:
- 1) син Лікаона, лучник, улюбленець Аполлона ; в епосі ватажок лікійців, виступав на боці троянців; порушивши домовленість про перемир'я перед двобоєм Паріса з Менелаем, поранив останнього. Убив Пандара Діомед;
- 2) син троянця Алканора, Енеїв супутник, якого вбив Турн.